# Wereldbeker schaatsen 2009/2010
De  Wereldbeker schaatsen 2009/10 was een internationale schaatscompetitie verspreid over het gehele schaatsseizoen. De wereldbeker wordt georganiseerd door de Internationale Schaatsunie (ISU). De officiële naam van de competitie was Essent ISU World Cup Speed Skating 2009-2010.
Het wereldbekerseizoen werd in zeven weekenden afgewerkt. De start was in november 2009 in Berlijn zijn en de finale in maart 2010 in Heerenveen.

## Kalender
| Plaats         | Datum               | 500m | 1000m | 1500m | 3k/5k | 5k/10k | achtervolging |         |
| -------------- | ------------------- | ---- | ----- | ----- | ----- | ------ | ------------- | ------- |
| Berlijn        | 6-8 november 2009   | 2x   | 1x    | 1x    | 1x    |        |               | details |
| Heerenveen     | 13-15 november 2009 | 2x   | 1x    | 1x    | 1x    |        | 1x            | details |
| Hamar          | 21-22 november 2009 |      |       | 1x    |       | 1x     |               | details |
| Calgary        | 4-6 december 2009   | 2x   | 1x    | 1x    | 1x    |        | 1x            | details |
| Salt Lake City | 11-13 december 2009 | 2x   | 1x    | 1x    | 1x    |        | 1x            | details |
| Erfurt         | 6-7 maart 2010      | 2x   | 2x    |       |       |        |               | details |
| Heerenveen     | 12-14 maart 2010    | 2x   | 1x    | 1x    | 1x    |        | 1x            | details |
|                |                     |      |       |       |       |        |               |         |
| Totaal         | Totaal              | 12x  | 7x    | 6x    | 5x    | 1x     | 4x            |         |

## Eindstanden

### Mannen
| afstand | 1e               | 2e           | 3e               |
| ------- | ---------------- | ------------ | ---------------- |
| 500 m   | Tucker Fredricks | Jan Smeekens | Mika Poutala     |
| 1000 m  | Shani Davis      | Mark Tuitert | Stefan Groothuis |
| 1500 m  | Shani Davis      | Håvard Bøkko | Denny Morrison   |
| 5/10 km | Håvard Bøkko     | Ivan Skobrev | Bob de Jong      |
| team    | Noorwegen        | Nederland    | Canada           |

### Vrouwen
| afstand | 1e                | 2e                | 3e                     |
| ------- | ----------------- | ----------------- | ---------------------- |
| 500 m   | Jenny Wolf        | Margot Boer       | Wang Beixing           |
| 1000 m  | Christine Nesbitt | Margot Boer       | Monique Angermüller    |
| 1500 m  | Kristina Groves   | Christine Nesbitt | Martina Sáblíková      |
| 3/5 km  | Martina Sáblíková | Stephanie Beckert | Daniela Anschütz-Thoms |
| team    | Canada            | Rusland           | Duitsland              |

## Limiettijden
Om te mogen starten in de Wereldbeker schaatsen 2009/2010 moet de schaatser na 1 juli 2008 aan de volgende limiettijden hebben voldaan. Het was voor de ISU mogelijk om maximaal één schaatsers per geslacht aan te wijzen die niet aan de limiettijd had voldaan.
| Geslacht | 500m  | 1000m   | 1500m   | 3000m   | 5000m                          | 10.000m                          |
| -------- | ----- | ------- | ------- | ------- | ------------------------------ | -------------------------------- |
| Mannen   | 37,00 | 1.14,00 | 1.53,50 | —       | 7.00,00                        | 14.00,00 (10km) of 6.48,00 (5km) |
| Vrouwen  | 40,50 | 1.21,50 | 2.06,00 | 4.30,00 | 7.30,00 (5km) of 4.18,00 (3km) | —                                |